# دهستان سنگ بست
سنگ بست، دهستانی است از توابع بخش مرکزی شهرستان فریمان در استان خراسان رضوی.

## جمعیت
جمعیت این دهستان بر اساس سرشماری سال ۱۳۸۵ جمعیت آن (1785 خانوار) 6612 نفر 
می باشد.